# Anthemiphyllia multidentata
Anthemiphyllia multidentata är en korallart som beskrevs av Stephen D. Cairns 1999. Anthemiphyllia multidentata ingår i släktet Anthemiphyllia och familjen Anthemiphylliidae. Inga underarter finns listade i Catalogue of Life.